# Axure RP
Axure RP Pro è uno strumento utilizzato per fare wireframe e rapidi prototipi di interfacce di software, applicazioni e siti web. Si basa sull'utilizzo di widget che possono essere spostati, ridimensionati e formattati.

## Caratteristiche
Il programma è suddiviso in 7 diverse zone:
- sitemap - la struttura gerarchica delle pagine
- widgets
- masters (template, e formazioni riutilizzabili di widget)
- area di disegno
- note ed interazioni della pagina
- note ed interazioni dei widget
- widget manager - la lista di tutti i widget nella pagina

I widget disponibili sono:
- wireframe: immagini, testi, collegamenti, rettangoli, tavole, linee, menù, alberi e diagrammi
- interattività: pulsanti, campi di testo, aree di testo, drop-down list, list box, checkbox, pulsanti radio
- placeholder, iframe, pannelli dinamici